# Sekong (tỉnh)
Sekong (cũng viết là Xekong, tiếng Việt: Sê Kông, tiếng Lào: ເຊກອງ) là một tỉnh của Lào, tọa lạc tại đông nam của Lào, giáp với các thành phố Huế, Đà Nẵng và tỉnh Quảng Ngãi của Việt Nam ở phía Đông, tỉnh Champasak ở phía tây, tỉnh Attapeu ở phía nam và tỉnh Salavan ở phía bắc. Phần lớn tỉnh nằm trên bình nguyên Baloven. Sông lớn nhất ở tỉnh là sông Sekong và một chi lưu của nó là sông Senamnoi (còn viết là Senamnoy).
Sekong được thành lập năm 1983, khi tỉnh này được tách ra khỏi tỉnh Saravane và nhận thêm huyện Tha Teng từ Champasack.
Đây là tỉnh có dân số ít nhất Lào và cũng có mật độ dân số thấp nhất. Đây còn là tỉnh nghèo nhất Lào.

## Hành chính

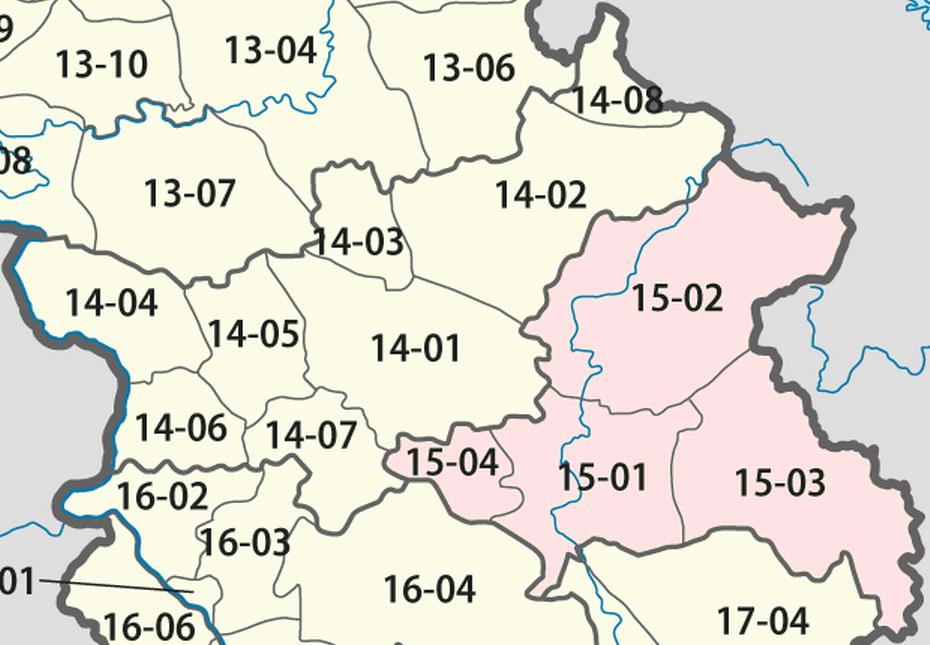
Các huyện của Sekong

Tỉnh này có 4 huyện:
1. Dak Cheung (15-03)
2. Kaleum (15-02)
3. Lam Mam (15-01)
4. Tha Teng (15-04)